# Arrivo di Agatocle in Magna Grecia
L'Arrivo di Agatocle in Magna Grecia avvenne intorno al 301-300 a.C. Le fonti primarie sono discordi nello stabilire quale popolo italico o italiota chiamò il basileus tra loro.

## Lo spartano Cleonimo e i propositi di Agatocle

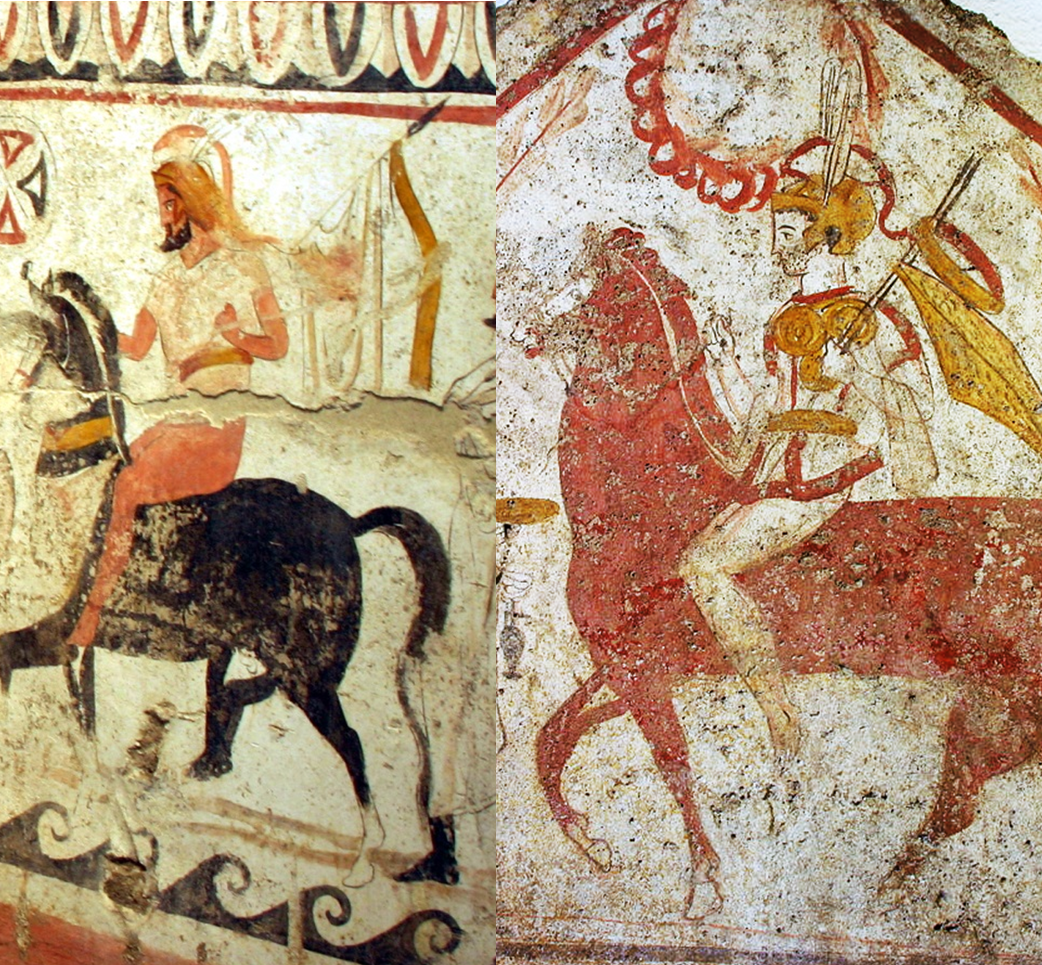
Guerrieri lucani a cavallo (affresco di Paestum IV sec. a.C.). I Lucani erano alleati dei Romani e secondo Strabone sarebbero stati loro a far giungere Agatocle in Italia

Non sembra improbabile, anzi tutt'altro, che l'improvvisa partenza di Cleonimo abbia a che vedere con l'arrivo di Agatocle. Il basileus, adesso ufficialmente riconosciuto tale, dopo aver reso tributarie le Lipari si apprestava a ripercorrere le orme di Dionisio I sbarcando con propositi egemonici nelle coste dell'odierna Calabria; come fece il tiranno circa cento anni prima (in ltaliam transcendit, etcemplum Dionysii secutus).
Agatocle aveva già numerosi contatti con il mondo magnogreco e anche con quello barbarico dell'Italia antica: aveva, ad esempio, difeso ai tempi del suo primo esilio Crotone e Reggio dall'oligarchia siracusana ed era stato uno dei generali di Taranto; numerose anche le testimonianze di rapporti di complicità con i popoli italici durante la sua dinasteia: con Bruzi ed Etruschi soprattutto. Non stupisce quindi di ritrovarlo in Italia, con il suo esercito accampato nell'estrema regione bruzia settentrionale; del resto la volontà egemonica di Agatocle non era certo una novità. Tuttavia molto più complesso appare capire la precisa motivazione che spinse il basileus a lasciare nuovamente la Sicilia: Agatocle quando partiva per una spedizione aveva sempre delle solide motivazioni a suo supporto (come fu per gli attacchi alle città siceliote e lo sbarco in Africa, motivati dalla necessità di sconfiggere il nemico oligarchico e dal minare la solidità di Cartagine).

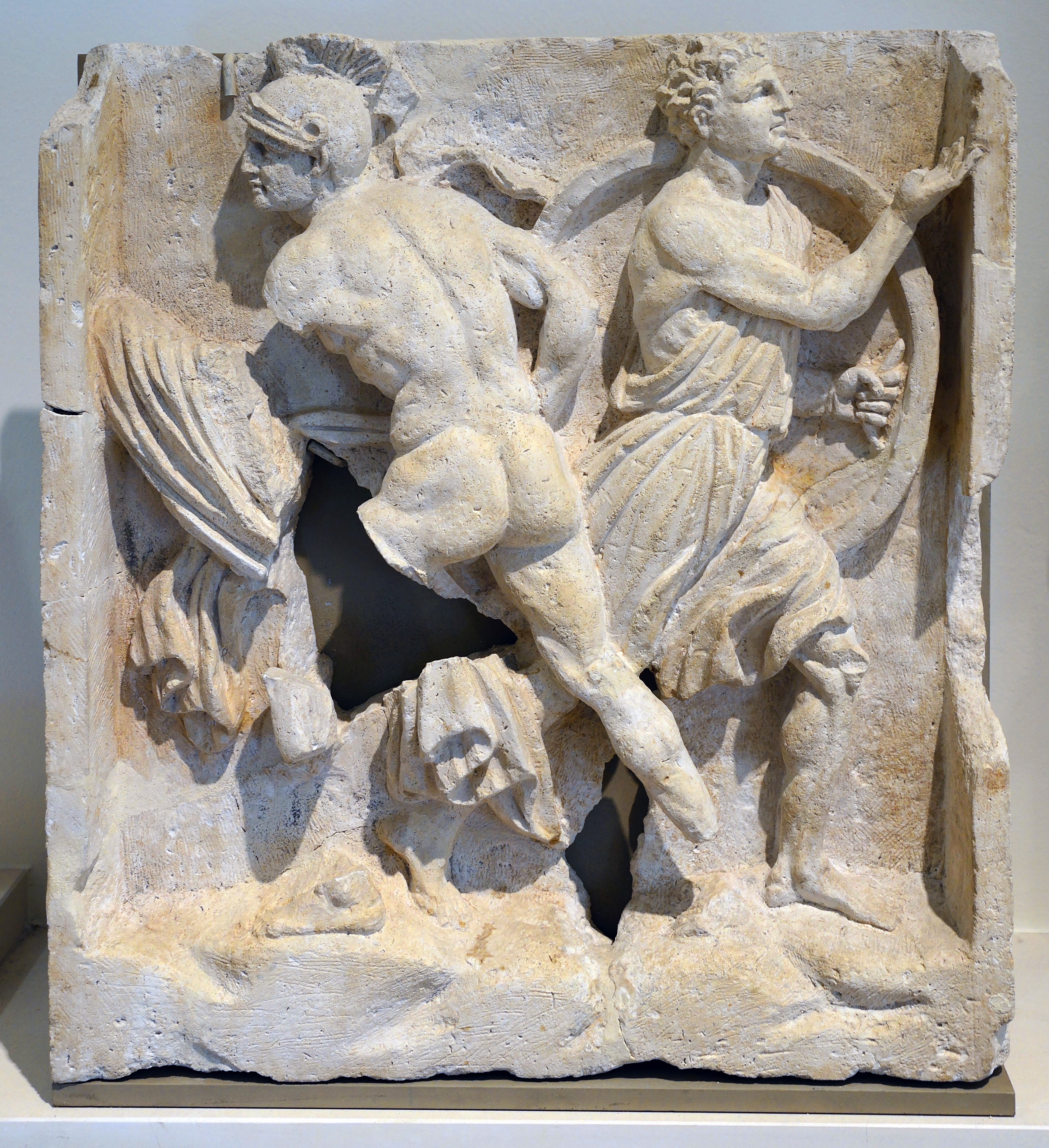
Metopa tarantina in onore di un soldato caduto (epoca ellenistica)

## Nella versione di Giustino
Secondo Giustino, Agatocle andò in Italia per combattere i Bruzi, suoi precedenti alleati; Diodoro conferma solo per metà l'affermazione timaica, poiché nei frammenti del suo XXI libro non si accenna al motivo che spinse Agatocle a venire in Italia ma lo si ritrova già sulla sponda Adriatica ed è a questo punto che si scopre che il basileus aveva precedentemente lasciato l'esercito siracusano ai confini del territorio tarantino sotto il comando del nipote Arcagato (figlio del suo primogenito Arcagato, morto in Africa, circa un quinquennio prima, per mano dei suoi soldati). Gli unici spunti offerti dal frammento diodoreo sono l'improvvisa alienazione dei Bruzi nei confronti di Agatocle, per via di una sua azione ritorsiva nei confronti di mercenari italici, e il conseguente scoppio della guerra territoriale tra Bruzi e Siracusani (tutto ciò però si verificò dopo che Agatocle fece ritorno dal mare Adriatico, per cui si è già nella seconda fase della sua spedizione italica).
Se si vuol dare fede alla notizia di Giustino, a chiamare Agatocle in Italia furono i Greci della Calabria (il quale usa il termine «implorato»: Agatocle fu implorato di passare in Italia): i Bruzi non erano legati da alcun trattato a Roma, non erano quindi immischiati nelle vicende dei confini magnogreci che impegnavano gli altri popoli barbarici, né Taranto poteva impensierirli, poiché essa difficilmente poteva farsi promotrice della difesa dell'ellenismo e andare oltre gli interessi di città greche a lei vicine come Turii e Metaponto (i fatti di Neapolis avevano ormai mostrato il decadimento egemonico della polis tarantina). Gli Italioti quindi si rivolsero al re Agatocle per contrastare quello che Giustino definisce il popolo «più coraggioso e prospero» dell'Italia barbarica (furono i Bruzi, difatti, a uccidere lo zio di Alessandro Magno, Alessandro I d'Epiro, il quale era giunto anni prima nella loro capitale, Cosentia).

## Nella versione di Strabone
Strabone offre un differente punto di vista: lo storico di Amasea colloca il nome di Agatocle tra i generali e i re chiamati da Taranto per combattere i nemici della polis magnogreca; in particolare contro Lucani e Messapi. Il suo nome viene posto in un elenco cronologico dopo Cleonimo e prima di Pirro; appare quindi evidente che secondo Strabone Agatocle si trovava in Italia perché aveva risposto alla chiamata d'aiuto giunta dai Tarantini. La notizia straboniana però mal si concilia con un'altra notizia fornita da Diodoro: lo storico di Agira narra che Cleonimo durante la sua spedizione in Magna Grecia, dopo aver pacificato Lucani e Romani, aveva intenzione di dirigere le sue forze belliche contro il regno siracusano di Agatocle; dunque un premeditato sbarco in Sicilia, il quale, secondo diversi studiosi moderni, potrebbe avere avuto tutto l'appoggio di Taranto (che non era estranea a simili colpi di scena: sentendosi minacciata anche da Agatocle già in passato aveva mandato le sue navi contro Siracusa con il sostegno di Acrotato). A ciò si aggiunga che dopo Cleonimo difficilmente i Lucani potevano impensierire i Greci, poiché erano stati fortemente debilitati (secondo Tito Livio nel 298 a.C. i Lucani erano minacciati dai Sanniti e andarono a chiedere l'aiuto di Roma; il loro pensiero non sembra quindi più rivolto contro Taranto). Né del resto si hanno notizie di contrasti tra Lucani e Siracusani. Tuttavia molti studiosi ritengono veritiera e probabile l'affermazione di Strabone.
Altri studiosi hanno preferito conciliare le due notizie: quella timaica e quella straboniana, asserendo che Agatocle giunse in Italia per contrastare i Bruzi e in seguito rispose anche alla richiesta dei Tarantini.